# Biflustra tenuis
Biflustra tenuis is een mosdiertjessoort uit de familie van de Membraniporidae. De wetenschappelijke naam van de soort is, als Membranipora tenuis, voor het eerst geldig gepubliceerd in 1848 door Desor.